# Kemmlitz (Nordsachsen)
Kemmlitz ist ein Ortsteil der sächsischen Kleinstadt Mügeln im Landkreis Nordsachsen.

## Geographie
Das Platzdorf liegt westlich des Mügelner Stadtzentrums am namensgebenden Kemmlitzbach, einem Zufluss des Elbe-Nebenflusses Döllnitz. Direkt südöstlich der Ortslage befindet sich der Restsee des Kaolintagebaus, weiter südlich liegt der von der Kemmlitz durchflossene Silbersee.
Umgebende Ortschaften sind Ablaß und Querbitzsch im Westen, Pommlitz im Nordwesten, Glossen im Norden, Poppitz und Nebitzschen im Nordosten, Paschkowitz im Osten, Baderitz, Lichteneichen und Sornzig im Südosten und jenseits der Stadtgrenze die Leisniger Ortsteile Groß- und Kleinpelsen im Süden sowie Börtewitz und Kroptewitz im Südwesten.
Seit 1903 hat Kemmlitz einen Bahnhof an der Schmalspurbahn Nebitzschen–Kroptewitz. Reiseverkehr gab es dort nur zwischen 1945 und 1964, der Güterverkehr wurde 2001 endgültig aufgegeben. Heute wird die Strecke ausschließlich touristisch genutzt, wofür im Ortszentrum 1995 ein neuer Haltepunkt entstand.

## Geschichte
Das Dorf wurde im Januar 1276 zweimal urkundlich erwähnt. Markgraf Heinrich der Erlauchte bestätigte dem Propst Johannes des Sornziger Nonnenklosters in einer in Großenhain ausgestellten Urkunde den Kauf des Dorfes Kemenicz. In der zweiten Urkunde bestätigten die Äbtissin und der Konvent des Klosters, dass Propst Johannes das Dorf Keminicz mit seinem Geld kaufte. Weitere urkundliche Namensnennungen umfassen Kemnicz (1341), Kempnitz (1347), Kempnicz (1466) und Kemlitz (1551). Der slawischstämmige Ortsname lässt sich vermutlich auf den Kemmlitzbach zurückführen, dessen Name sich als Steinbach deuten lässt. Kemmlitz war über Jahrhunderte landwirtschaftlich geprägt. Es gehörte zum Klosteramt Sornzig, auch die Grundherrschaft übte das Kloster aus.

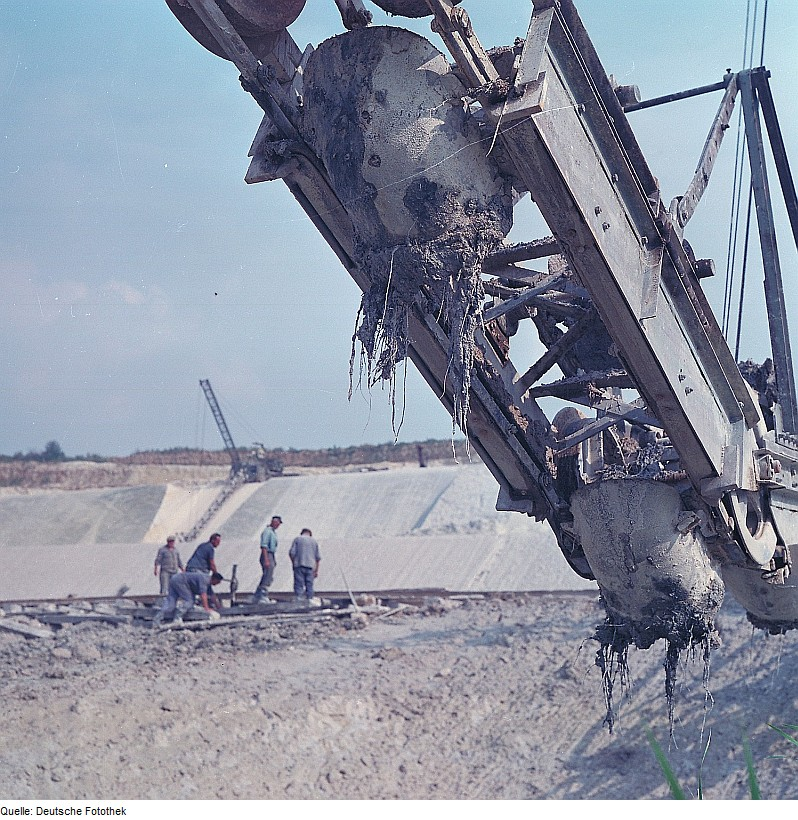
Tagebaubagger des VEB Kaolin- und Tonwerk Kemmlitz, 1973

Der Gutsbesitzer Riedel förderte ab Juli 1883 Rohkaolin, dies markiert den Anfang des Kemmlitzer Kaolinabbaus, der das Ortsbild von Kemmlitz deutlich veränderte. Dies spiegelt sich auch in den Einwohnerzahlen wider, von 1871 bis 1925 verdoppelte sich die Bevölkerung von 104 auf 209 Einwohner. Das Kaolin wurde anfangs mit Pferdefuhrwerken zum Bahnhof Oschatz transportiert, bis 1903 die Schmalspurbahn Nebitzschen–Kroptewitz eröffnete. Nach dem Zweiten Weltkrieg wurden die verschiedenen Abbauunternehmen enteignet und 1951 im neugegründeten VEB Kemmlitzer Kaolinwerke vereinigt. Mitte der siebziger Jahre wurde der Tiefbau eingestellt. Nach der Wende übernahmen die Amberger Kaolinwerke Eduard Kick die Kemmlitzer Kaolinwerke.
Kemmlitz ist die Typlokalität des 1969 identifizierten und nach dem Fundort benannten Minerals Kemmlitzit.
Am 20. Januar 1993 schlossen sich die Gemeinden Glossen und Kemmlitz mit Ablaß zusammen, diese Gemeinde wiederum vereinigte sich am 1. Januar 1994 mit Sornzig zu Sornzig-Ablaß. Zum 1. Januar 2011 wurde Sornzig-Ablaß nach Mügeln eingemeindet.